# Muntari, Alba

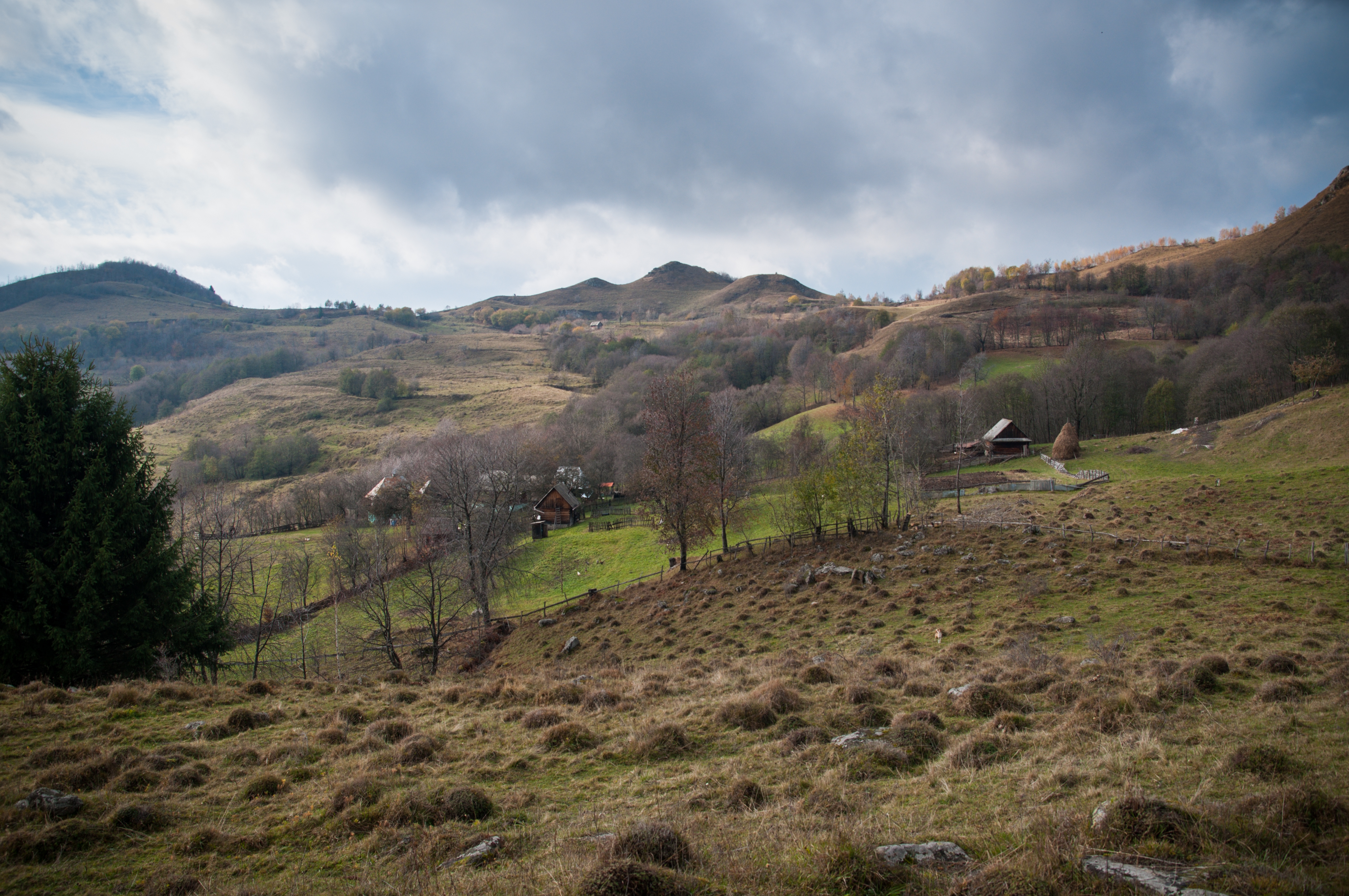
Satul Muntari

Muntari este un sat în comuna Bucium din județul Alba, Transilvania, România.